# Konan (Kochi)
Kōnan (Japans: 香南市, Kōnan-shi) is een stad in de prefectuur Kochi, Japan. Op 31 maart 2008 had de stad 34.036 inwoners en een bevolkingsdichtheid van 269 inw./km². De oppervlakte van de gemeente bedraagt 126,49 km².
Kōnan ontstond op 1 maart 2006 uit de fusie van de gemeenten Akaoka, Kagami, Noichi, Yasu en Yoshikawa (allen van het voormalige District Kami). De overige gemeenten van het District Kami fusioneerden op dezelfde dag tot de nieuwe stad Kami. Het District Kami verdween aldus als administratieve entiteit. 